# Opius foutsi
Opius foutsi är en stekelart som beskrevs av Fischer 1964. Opius foutsi ingår i släktet Opius och familjen bracksteklar. Inga underarter finns listade i Catalogue of Life.